# Фонтан Меркатора (Дуйсбург)
Фонтан Меркатора в Дуйсбурге (нем. Mercator-Brunnen in Duisburg) — фонтан в исторической части города Дуйсбург, в земле Северный Рейн-Вестфалия (Германия), установлен в честь великого фламандского и немецкого картографа Герарда Меркатора 1878 году. В центре фонтана — скульптура Меркатора в одежде эпохи Возрождения, по углам постамента — четверо детей, символизирующих торговлю, промышленность, науку и мореплавание, на которые оказали влияние труды картографа.. Автор памятника — Антон Йозеф Райсс (нем. Anton Joseph Reiß).

## История
История создания памятника на площади Бургплац в исторической части Дуйсбурга связана с именем великого фламандско-немецкого картографа Герарда Меркатора (Кремера), который провёл последние 30 лет своей жизни в Дуйсбурге. Он был вынужден покинуть родной город Левен из-за обвинения в ереси.

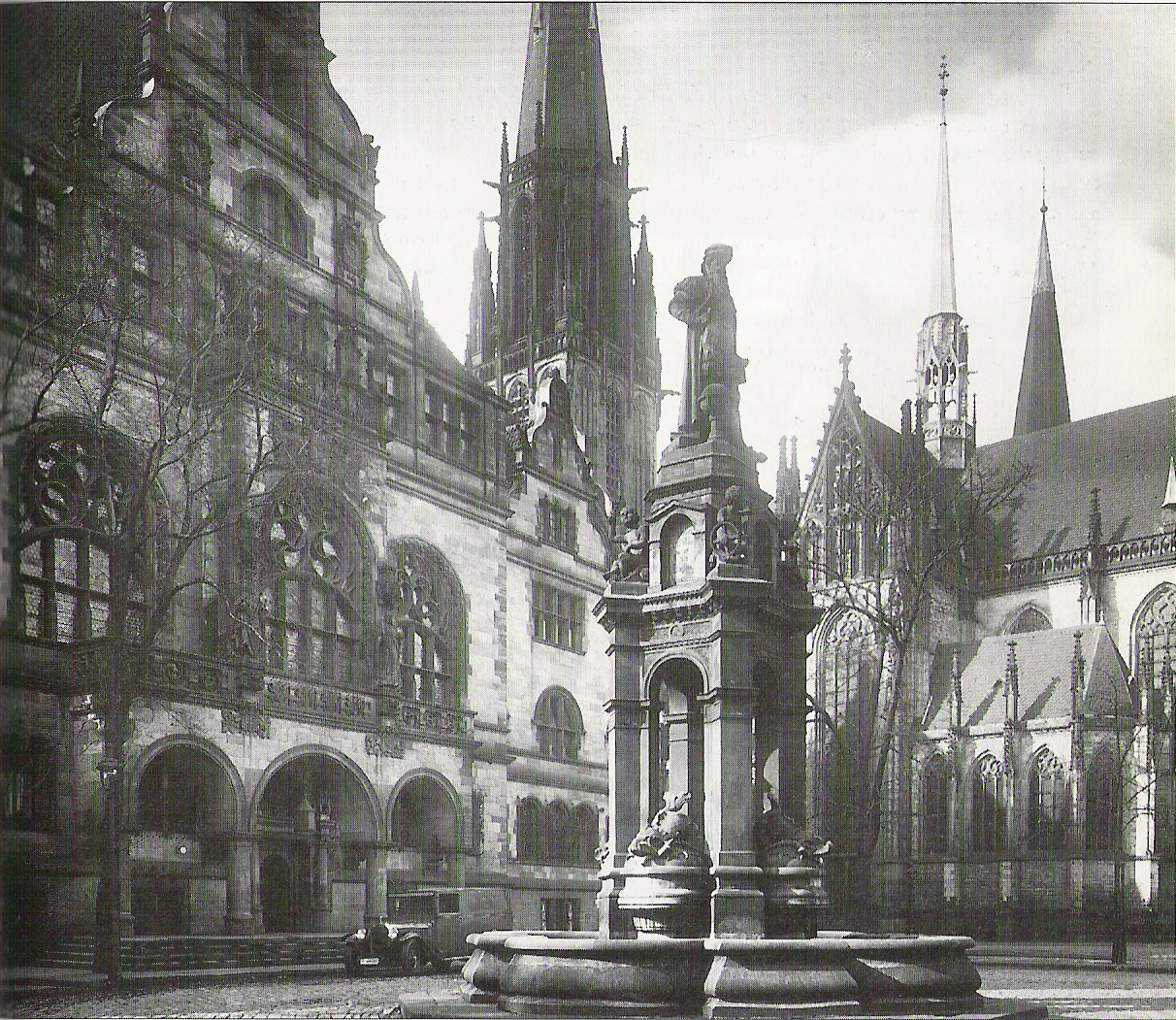
Старая рыночная площадь и фонтан Меркатора. Дуйсбург

Герард Кремер (1512—1594) — фламандский картограф и географ, родился 5 марта 1512 года в Рупельмонде (Восточная Фландрия). После окончания Лёвенского университета (1532),  работал вместе с Г. Фризиусом над созданием глобусов Земли и Луны. Одновременно занимался изготовлением точных оптических инструментов и преподаванием географии и астрономии. Выпуск карты Палестины на 6 листах (1537) и карты мира (1538), на которой учёный впервые показал местоположение южного материка, сделали Меркатора знаменитым. В 1541 году он создал глобус Земли, а спустя 10 лет глобус Луны. В 1544 году Меркатор опубликовал карту Европы на 15 листах, устранив ошибки, повторявшиеся со времён Птолемея.

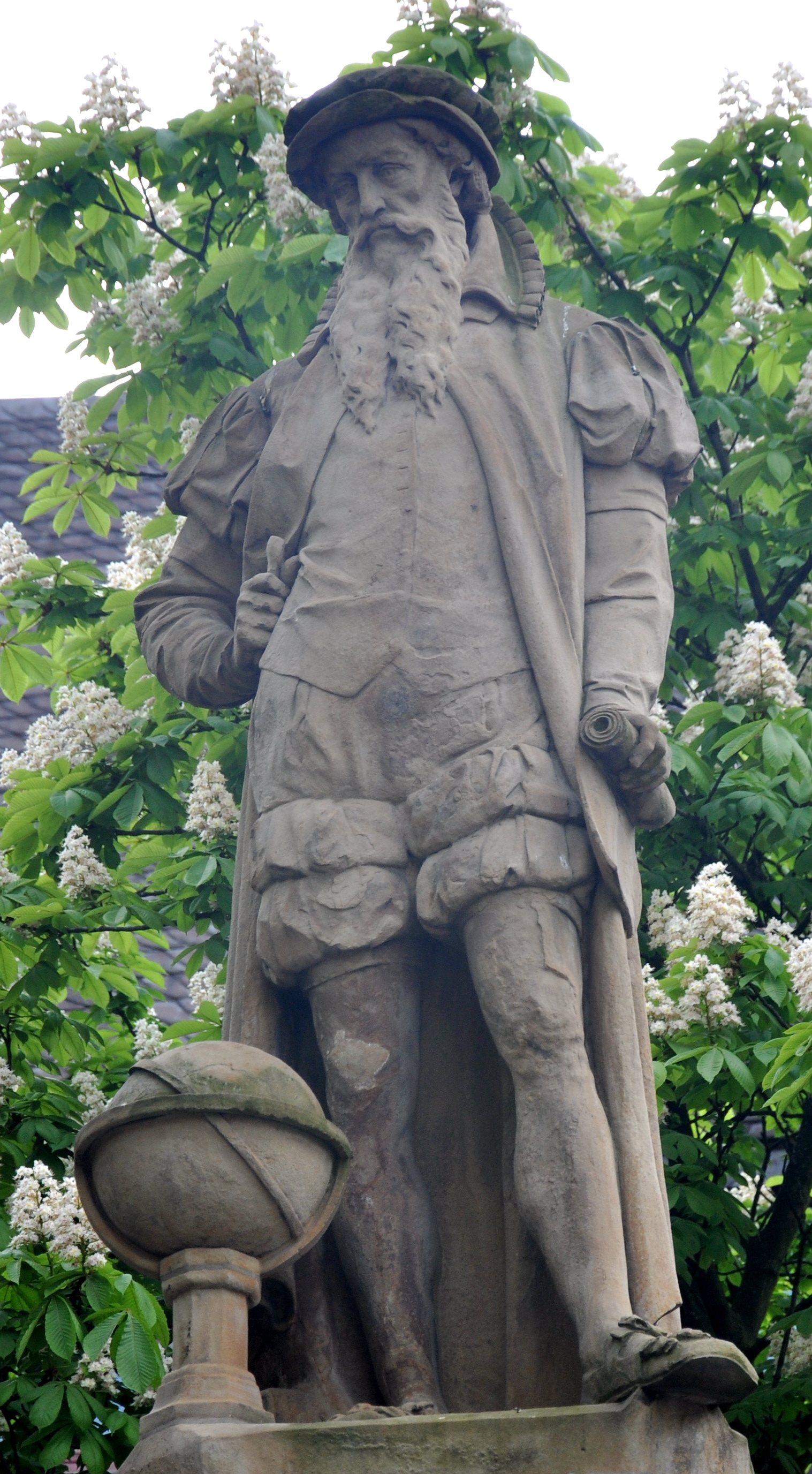
Фонтан Меркатора (фрагмент). Открыт в 1878. Дуйсбург

В 1552 году картограф переселился в Дуйсбург (Германия, западные владения лютеранской Пруссии), так как на родине подозревался в ереси (сочувствии учению Мартина Лютера), а герцог Клевский собирался открыть в Дуйсбурге университет (будет основан в 1655 году). Меркатор предложил новые, математически обоснованные принципы построения карт, в частности несколько картографических проекций, вычислил координаты магнитного полюса. Первая часть «Атласа» (набора карт) Меркатора вышла в 1585 году, вторая — в 1590 году, третья была опубликована в 1595 году.
Умер великий картограф 2 декабря 1594 года в Дуйсбурге.
В честь 300-летия издания Большой морской карты Меркатора в 1878 году в Дуйсбурге был построен фонтан. Он сооружен из песчаника в исторической части города, на площади Бургплац. В центре фонтана установлена двухметровая фигура великого картографа в одежде эпохи Возрождения. Задумчивый взгляд Герард Меркатора устремлён на земной шар, по углам постамента установлены фигуры детей. Это символы торговли, промышленности, науки и мореплавания, на развитие которых сильное влияние оказали труды великого картографа.
У подножия горизонтально расположены четыре дельфина, испускающие струю воды, над ними четыре столбика несут фигуру Меркатора.

Фонтан находится рядом городской ратушей и старым городским рынком, как это было принято в средневековых городах Западной Европы.
Автор фонтана-памятника — скульптор из Дюссельдорфа, Антон Йозеф Райсс (Anton Joseph Reiß, 1835—1900), в творчестве которого ощущается влияние итальянских художников и назарейцев.